# Squalidus chankaensis
Squalidus chankaensis és una espècie de peix cipriniforme de la família dels ciprínids.